# 柔姬宝螺
柔姬宝螺（学名：Cypraea joycae），又名约氏宝贝，是宝螺科的一种。舊屬宝螺属的林西那贝亚属，2017年Lorenz在其有關寶螺類物種的著作中把本物種及另一物種建立一個新的Raybaudia屬。

## 分佈
分布于日本、台湾等地，常栖息在深海。